# Panopoda rubricosta
Panopoda rubricosta är en fjärilsart som beskrevs av Achille Guenée 1852. Panopoda rubricosta ingår i släktet Panopoda och familjen nattflyn. Inga underarter finns listade i Catalogue of Life.